# Tiruchendur
Tiruchendur es una ciudad y nagar Panchayat situada en el distrito de Thoothukudi en el estado de Tamil Nadu (India). Su población es de 32171 habitantes (2011). Se encuentra a 32 km de Thoothukudi y a 59 km de Tirunelveli.

## Demografía
Según el censo de 2011 la población de Tiruchendur era de 32171 habitantes, de los cuales 15973 eran hombres y 16198 eran mujeres. Tiruchendur tiene una tasa media de alfabetización del 91,38%, superior a la media estatal del 80,09%: la alfabetización masculina es del 93,69%, y la alfabetización femenina del 89,11%.